# Райт, Дэйл
Дэйл Райт (4 февраля 1938 — 15 апреля 2007) — музыкант, певец, представитель американского рок-н-ролла.
Райт, будучи диск-жокеем в Дейтоне, штат Огайо, подписал контракт с Fraternity Records после исполнения написанной им песни на радио. Он достаточно много сотрудничал с Fraternity Records, записав много песен с группой The Rock-Its. Райт дважды в 1958 году занимал позиции в Billboard Hot 100 с песнями «She’s Neat» (38 позиция) и «Don’t Do it» (77 позиция). К началу 1960-х годов он ушёл из Fraternity Records, но продолжал записывать песни для более мелких лейблов в течение последующих 10 лет.
Когда музыкальный успех Райта пошёл на убыль, он вернулся на радио и вёл ток-шоу на радиостанции города Лексингтон, штат Кентукки.